# Krypton (compagnia teatrale)
I Krypton sono una compagnia teatrale italiana fondata a Firenze nel 1982 da Giancarlo Cauteruccio e Pina Izzi, cui successivamente ha aderito Fulvio Cauteruccio.

## Biografia
La compagnia basa la sua poetica sulla ricerca tecnologica e la sua applicazione nella scena e nelle arti, approfondendo le relazioni tra il corpo teatrale e gli apparati tecnologici linguistici audio-visuali, creando pionieristicamente spettacoli affidati ad elementi scenografico-visuali in spazi virtuali.
Una parte importante del loro lavoro è poi costituito dal Teatro Architettura, ossia l'inserimento di spettacoli e scenografie in luoghi urbani preesistenti.
In parte il loro lavoro consiste in opere di teatro musicale, collaborando nel tempo con Franco Battiato, Salvatore Sciarrino, Giusto Pio.
Per lo spettacolo Eneide, del 1983, la colonna sonora originale fu composta dai Litfiba, allora esordienti, ed è stata pubblicata poi nell'album Eneide di Krypton.
Lo spettacolo Roccu u Stortu (di Francesco Suriano, regia Fulvio Cauteruccio, musiche de "il Parto delle Nuvole Pesanti") fu trasmesso in versione integrale nel programma Teatri Sonori di Rai Radio 3 e da Palcoscenico di Rai 2 ed è stato segnalato da Il Patalogo (edizione Ubulibri) nella sezione "22 spettacoli per un anno" tra le più significative produzioni del 2001.
I loro spettacoli sono stati rappresentati in numerosi teatri nazionali e internazionali oltre ai molti festival, fra i quali: La Mama Theatre (New York) Festival di Linz, documenta (Kassel), Festival di Oslo, Festival del teatro italiano (Mosca), Festival Fabbrica Europa, (Firenze), VolterraTeatro festival.

## Produzioni
- 2010 - Il Ponte Di Pietra, di Daniel Danis, Teatro Studio, Scandicci
- 2010 - Partire, da Tahar Ben Jelloun, Teatro Studio, Scandicci
- 2009 - Uno, Nessuno E Centomila, di Luigi Pirandello, Adattamento di Giuseppe Manfridi, Teatro Studio, Scandicci
- 2009 - Il Ritorno Del Soldato, di Saverio Strati E Vincenzo Ziccarelli, Teatro Studio, Scandicci
- 2008 - Antartide. O Dell'immersione Nel Bianco, di Roberto Mussapi, Teatro Studio, Scandicci
- 2008 - Un Uomo Un Gigante. Antonio Gramsci. Il Coraggio, La Dignità, La Forza, da Lettere Dal Carcere di Antonio Gramsci, Drammaturgia Poetica di Lorenzo Bertolani, Teatro Aurora, Scandicci
- 2007 - Picchì Mi Guardi Si Tu Si Masculu, di Giancarlo Cauteruccio, Teatro Studio, Scandicci
- 2007 - Medea E La Luna, da Lunga Notte di Medea, di Corrado Alvaro, Teatro Fabbricone, Prato
- 2007 - La Solitudine Nei Campi Di Cotone, di Bernard Maria Koltès, Teatro Studio, Scandicci
- 2007 - Progetto Orestea, da Orestea di Eschilo, Castello Dell'acciaiolo, Scandicci
- 2006 - Trittico Beckettiano, di Samuel Beckett, Teatro Studio, Scandicci
- 2006 - Nella Solitudine Dei Campi Di Cotone, di Bernard Maria Koltès, Mittelfest, Cividale Del Friuli
- 2006 - Medea, da Corrado Alvaro, Teatro Della Pergola, Firenze
- 2006 - Picchi' Mi Guardi Si Tu Si Masculu (Primo Studio), di Giancarlo Cauteruccio, Teatro Studio, Scandicci
- 2006 - Panza Crianza Ricordanza, di Giancarlo Cauteruccio, Festival Di Benevento
- 2006 - Medea_Uno Studio, da Corrado Alvaro, Magna Grecia Teatro 2006, Calabria
- 2006 - La Marche, di Bernard Maria Koltès, Progetto Amazzone, Palermo
- 2005 - Fame, Mi Fa Fame, di Giancarlo Cauteruccio, Teatro Studio, Scandicci
- 2005 - Un Poeta In Fuga (Nuova Edizione), di Roberto Carifi, Teatro Studio, Scandicci
- 2005 - B., di Giampaolo Spinato, Festival Astiteatro 05, Asti
- 2004 - Ubu C'è, Di Alfred Jarry, Teatro Studio, Scandicci
- 2004 - Bang Bang/In Care – Filottete E L'infinito Rotondo, di Lina Prosa, Cantieri Culturali Alla Zisa, Palermo
- 2003 - Lo Stordimento Degli Animali Prima Del Macello, di Dimitri Dimitriadis, Festival Intercity Athina Ii, Parco Del Castello Dell'acciaiolo, Scandicci
- 2003 - Avremmo Voluto Raccontarvi Una Storia D'amore, di Giuliano Compagno, Teatro Gesualdo, Avellino
- 2003 - L'ultimo Nastro Di Krapp, di Samuel Beckett, Teatro Fabbricone, Prato
- 2002 - La Tempesta, di William Shakespeare, Parco Del Castello Dell'acciaiolo, Scandicci
- 2002 - Ico No Clast, di Giampaolo Spinato, Teatro Studio, Scandicci
- 2001 - Roccu U Stortu, di Francesco Suriano, Teatro Studio, Scandicci
- 2001 - Dentro La Tempesta, da The Tempest di William Shakespeare, Istituto Russel/Newton, Scandicci
- 2000 - Roccu U Stortu (Primo Studio), di Francesco Suriano, Parco Del Castello Dell'acciaiolo, Scandicci
- 2000 - Il Guardiano (Secondo Allestimento), di Harold Pinter, Teatro Studio, Scandicci
- 1999 - Alice Nel Paese Delle Meraviglie, di Lewis Carroll, Teatro Studio, Scandicci
- 1999 - Il Guardiano, di Harold Pinter, Teatro Studio, Scandicci
- 1998 - Finale Di Partita, di Samuel Beckett, Teatro Studio, Scandicci
- 1998 - Meravigliosa Alice, da Lewis Carroll, Mediartech, Teatrino Lorenese, Firenze
- 1998 - Ritratti Artistici: Battesimi E Matrimoni, di Natacha De Pontcharra, Festival Intercity Paris I, Sesto Fiorentino
- 1997 - Corpo Sterminato (Secondo Studio), Teatro Studio Di Scandicci Con Lorenzo Mascherini, Rosanna Gentili Regia Giancarlo Cauteruccio
- 1997 - Grafted Bodie's Room, Festival Fabbrica Europa, Firenze
- 1997 - Rosso Liberty, di Nino Gennaro, Teatro Studio Di Scandicci – Festival Di Radicondoli
- 1997 - Alla Fine Del Pianeta, di Nino Gennaro, Teatro Studio Di Scandicci
- 1997 - Finale Di Partita, di Samuel Beckett, Festival Palermo Di Scena, Palermo
- 1996 - La Via Del Sexo, di Nino Gennaro, Teatro Studio Di Scandicci
- 1996 - Corpo Sterminato (Primo Studio), Chiostro Della Basilica di Santa Maria Novella, Firenze
- 1995 - Arsa, Di Giuseppe Manfridi, Teatro Studio Di Scandicci
- 1995 - Giorni Felici, di Samuel Beckett, Teatro Studio Di Scandicci
- 1994 - Progetto/Laboratorio Su Dino Campana, Teatro Studio Di Scandicci
- 1994 - Dino Campana. Un Poeta In Fuga, di Roberto Carifi, Teatro Studio Di Scandicci
- 1994 - Care Dame Sbandate, di Lina Prosa, Chiostro Del Duomo Di Monreale, Palermo
- 1993 - L'ultimo Nastro Di Krapp, di Samuel Beckett, Teatro Studio Di Scandicci
- 1993 - Nniriade, di Lina Prosa, Festival Di Castiglioncello, Livorno
- 1992 - Pithagora Iperboreo, di Marco Palladini, Teatro Studio Di Scandicci
- 1991 - Me-Dea, di Marco Palladini, Teatro Studio Di Scandicci
- 1990 - Pericolo, di Carlo Bordini, Teatro Di Rifredi, Firenze
- 1990 - Teorema, di Marcello Walter Bruno, Teatro Mediterraneo, Napoli
- 1989 - Forse, Uno Studio Su Samuel Beckett, di Giancarlo Cauteruccio, Teatro Di Rifredi, Firenze
- 1988 - Skyline, Teatro Della Compagnia, Firenze
- 1988 - Tibet, I Nove Miliardi Di Nomi Di Dio, di Giuliano Compagno E Marcello Walter Bruno, Teatro Manzoni, Pistoia
- 1988 - Senza Titolo, Teatro Laboratorio di Eduardo De Filippo, Roma
- 1986 - Codice, Luce Nel Vuoto, di Giuliano Compagno, Palazzo Ducale, Camerino
- 1985 - Sagittarius Opera, Festival Segni Barocchi, Foligno
- 1985 - Angeli Di Luce, Dall'apocalisse, Teatro Fabbricone, Prato
- 1983 - Eneide, da Virgilio, Teatro Variety, Firenze, Teatro Fabbricone, Prato
- 1982 - Corpo, Ambient – Video – Laser, di Giancarlo Cauteruccio, Teatro Augusteo, Salerno

## Premi
- 2006 - Giancarlo Cauteruccio vince il PREMIO DELL'ASSOCIAZIONE NAZIONALE CRITICI DI TEATRO per la regia del Trittico beckettiano. Il premio viene consegnato il 21 settembre 2006 al Teatro Argentina di Roma
- 1988 - Premio del Consiglio d'Europa per la ricerca e l'applicazione dei linguaggi tecnologici alle arti sceniche consegnato al Festival di Locarno
- 1983 - Premio U TAPE del Palazzo dei Diamanti di Ferrara per il video CORPO, ambient – video - laser
- 1983 - Premio della Città d'Albenga per lo spettacolo Eneide